# Desa Babakanmulya (administrativ by i Indonesien, lat -6,97, long 108,44)
Desa Babakanmulya är en administrativ by i Indonesien.   Den ligger i provinsen Jawa Barat, i den västra delen av landet, 190 km öster om huvudstaden Jakarta.